# Діер-Крік (Іллінойс)
Діер-Крік (англ. Deer Creek) — селище (англ. village) в США, в окрузі Тазвелл штату Іллінойс. Населення — 667 осіб (2020).

## Географія
Діер-Крік розташований за координатами 40°37′44″ пн. ш. 89°19′53″ зх. д. / 40.62889° пн. ш. 89.33139° зх. д. (40.628890, -89.331277).  За даними Бюро перепису населення США в 2010 році селище мало площу 1,49 км², з яких 1,46 км² — суходіл та 0,02 км² — водойми.

## Демографія
Згідно з переписом 2010 року, у селищі мешкали 704 особи в 294 домогосподарствах у складі 193 родин. Густота населення становила 474 особи/км².  Було 303 помешкання (204/км²).
Расовий склад населення:
| - 97,7 % — білих - 0,7 % — чорних або афроамериканців - 0,1 % — азіатів |

До двох чи більше рас належало 1,1 %. Частка іспаномовних становила 0,9 % від усіх жителів.
За віковим діапазоном населення розподілялося таким чином: 22,9 % — особи молодші 18 років, 65,2 % — особи у віці 18—64 років, 11,9 % — особи у віці 65 років та старші. Медіана віку мешканця становила 35,8 року. На 100 осіб жіночої статі у селищі припадало 95,6 чоловіків;  на 100 жінок у віці від 18 років та старших — 99,6 чоловіків також старших 18 років.
Середній дохід на одне домашнє господарство  становив 64 524 долари США (медіана — 62 500), а середній дохід на одну сім'ю — 75 039 доларів (медіана — 70 083). Медіана доходів становила 44 931 долар для чоловіків та 35 104 долари для жінок. За межею бідності перебувало 6,0 % осіб, у тому числі 5,3 % дітей у віці до 18 років та 2,6 % осіб у віці 65 років та старших.
Цивільне працевлаштоване населення становило 407 осіб. Основні галузі зайнятості: освіта, охорона здоров'я та соціальна допомога — 27,0 %, виробництво — 16,0 %, мистецтво, розваги та відпочинок — 11,5 %, науковці, спеціалісти, менеджери — 9,3 %.